# Eredivisie (mannenhandbal) 2003/04
De Lucardi Eredivisie is de hoogste afdeling van het Nederlandse handbal bij de heren op landelijk niveau. In het seizoen 2003/2004 werd FIQAS/Aalsmeer landskampioen. White Demons degradeerde naar de Eerste divisie.

## Opzet
Eerst speelden de twaalf ploegen een reguliere competitie, de nummers een tot en met zes van deze reguliere competitie speelden in de kampioenspoule, waarvan de beste twee zich kwalificeren voor de Best of Five-serie. De winnaar van deze serie is de landskampioen van Nederland. De nummers zeven tot en met twaalf speelden in de degradatiepoule. De laagst geklasseerde ploeg in de degradatiepoule degradeerde rechtstreeks naar de eerste divisie. De een na laatste speelde een wedstrijd tegen de winnaar van het periodekampioenschap van de eerste divisie, om één plaats in de eredivisie.

## Teams
| Club                  | Plaats         | Provincie     | Trainer(s)                                                          | Hal              |
| --------------------- | -------------- | ------------- | ------------------------------------------------------------------- | ---------------- |
| FIQAS/Aalsmeer        | Aalsmeer       | Noord-Holland | René Romeijn                                                        | De Bloemhof      |
| BouwCoach/Bevo HC     | Panningen      | Limburg       | Piërre Jansen                                                       | BouwCoach hallen |
| Direkt Mail/BFC       | Beek           | Limburg       | Lambert Schuurs Istvan Bodnar Jan Majoor ontslagen in december 2003 | De Haamen        |
| E&O                   | Emmen          | Drenthe       | Joop Fiege                                                          | Harwig Arena     |
| Hellas                | Den Haag       | Zuid-Holland  | Edwin Hofland                                                       | Hellashal        |
| AHC Kolping           | Alkmaar        | Noord-Holland | Alex Vaassen                                                        | Alkmaar Noord    |
| Van der Voort Quintus | Kwintsheul     | Zuid-Holland  | Patrick van Olphen                                                  | Van der Voorthal |
| Zuidlease/Sittardia   | Sittard        | Limburg       | Jörg Bohrmann                                                       | Stadssporthal    |
| Axias/Tachos          | Waalwijk       | Noord-Brabant | Piotr Konitz                                                        | Taxandriahal     |
| Wealer/V&L            | Geleen         | Limburg       | Pim Rietbroek                                                       | Glanerbrook      |
| KRAS/Volendam         | Volendam       | Noord-Holland | Peter Portengen                                                     | De Seinpaal      |
| White Demons          | Berkel-Enschot | Noord-Brabant | Roland van Raay                                                     | 't Ruiven        |

## Reguliere competitie
| Pos | Club                  | Wed | W  | G | V  | Ptn | DV  | DT  | +/−  | Opmerking                           |
| --- | --------------------- | --- | -- | - | -- | --- | --- | --- | ---- | ----------------------------------- |
| 1   | BouwCoach/Bevo HC     | 22  | 18 | 1 | 3  | 37  | 608 | 493 | +115 | Gekwalificeerd voor kampioenspoule  |
| 2   | E&O                   | 22  | 16 | 1 | 5  | 33  | 646 | 539 | +107 | Gekwalificeerd voor kampioenspoule  |
| 3   | KRAS/Volendam         | 22  | 14 | 4 | 4  | 32  | 676 | 606 | +70  | Gekwalificeerd voor kampioenspoule  |
| 4   | FIQAS/Aalsmeer        | 22  | 13 | 3 | 6  | 29  | 616 | 521 | +95  | Gekwalificeerd voor kampioenspoule  |
| 5   | Wealer/V&L            | 22  | 13 | 3 | 6  | 29  | 599 | 533 | +66  | Gekwalificeerd voor kampioenspoule  |
| 6   | Axias/Tachos          | 22  | 12 | 2 | 8  | 26  | 589 | 565 | +24  | Gekwalificeerd voor kampioenspoule  |
| 7   | Zuidlease/Sittardia   | 22  | 10 | 2 | 10 | 22  | 634 | 578 | +56  | Gekwalificeerd voor degradatiepoule |
| 8   | Direct Mail/BFC       | 22  | 8  | 1 | 13 | 17  | 588 | 617 | −29  | Gekwalificeerd voor degradatiepoule |
| 9   | Van der Voort Quintus | 22  | 8  | 1 | 13 | 17  | 558 | 637 | −79  | Gekwalificeerd voor degradatiepoule |
| 10  | Hellas                | 22  | 5  | 1 | 16 | 11  | 568 | 660 | −92  | Gekwalificeerd voor degradatiepoule |
| 11  | AHC Kolping           | 22  | 3  | 0 | 19 | 6   | 489 | 638 | −149 | Gekwalificeerd voor degradatiepoule |
| 12  | White Demons          | 22  | 2  | 1 | 19 | 5   | 493 | 677 | −184 | Gekwalificeerd voor degradatiepoule |

## Nacompetitie

### Degradatiepoule
| Pos | Club                  | Wed | W | G | V  | Ptn | DV  | DT  | +/− | BP | Opmerking                                                     |
| --- | --------------------- | --- | - | - | -- | --- | --- | --- | --- | -- | ------------------------------------------------------------- |
| 1   | Direkt Mail/BFC       | 10  | 8 | 1 | 1  | 22  | 275 | 245 | +30 | 5  |                                                               |
| 2   | Zuidlease/Sittardia   | 10  | 6 | 1 | 3  | 19  | 287 | 281 | +6  | 6  |                                                               |
| 3   | Van der Voort Quintus | 10  | 5 | 2 | 3  | 16  | 277 | 262 | +15 | 4  |                                                               |
| 4   | Hellas                | 10  | 4 | 2 | 4  | 13  | 305 | 286 | +19 | 3  |                                                               |
| 5   | AHC Kolping           | 10  | 4 | 0 | 6  | 10  | 238 | 255 | −17 | 2  | Best of two tegen winnaar periodekampioenschap eerste divisie |
| 6   | White Demons          | 10  | 0 | 0 | 10 | 1   | 229 | 282 | −53 | 1  | Directe degradatie naar eerste divisie                        |

### Kampioenspoule
| Pos | Club              | Wed | W | G | V | Ptn | DV  | DT  | +/− | BP | Opmerking                        |
| --- | ----------------- | --- | - | - | - | --- | --- | --- | --- | -- | -------------------------------- |
| 1   | FIQAS/Aalsmeer    | 10  | 7 | 0 | 3 | 17  | 252 | 224 | +28 | 3  | Gekwalificeerd voor Best of Five |
| 2   | BouwCoach/Bevo HC | 10  | 5 | 0 | 5 | 16  | 238 | 231 | +7  | 6  | Gekwalificeerd voor Best of Five |
| 3   | E&O               | 10  | 5 | 1 | 4 | 16  | 251 | 251 | 0   | 5  |                                  |
| 4   | Wealer/V&L        | 10  | 6 | 0 | 4 | 14  | 251 | 254 | −3  | 2  |                                  |
| 5   | KRAS/Volendam     | 10  | 4 | 0 | 6 | 12  | 286 | 286 | 0   | 4  |                                  |
| 6   | Axias/Tachos      | 10  | 2 | 1 | 7 | 6   | 224 | 255 | −31 | 1  |                                  |

## Best of Five
|  | FIQAS/Aalsmeer | 28 - 23 | BouwCoach/Bevo HC | De Bloemhof, Aalsmeer |
|  |                |         |                   | De Bloemhof, Aalsmeer |
|  |                |         |                   | De Bloemhof, Aalsmeer |

|  | BouwCoach/Bevo HC | 23 - 14 | FIQAS/Aalsmeer | BouwCoach hallen, Panningen |
|  |                   |         |                | BouwCoach hallen, Panningen |
|  |                   |         |                | BouwCoach hallen, Panningen |

|  | FIQAS/Aalsmeer | 24 - 23 (n.V.) | BouwCoach/Bevo HC | De Bloemhof, Aalsmeer |
|  |                |                |                   | De Bloemhof, Aalsmeer |
|  |                |                |                   | De Bloemhof, Aalsmeer |

|  | BouwCoach/Bevo HC | 20 - 21 | FIQAS/Aalsmeer | BouwCoach hallen, Panningen |
|  |                   |         |                | BouwCoach hallen, Panningen |
|  |                   |         |                | BouwCoach hallen, Panningen |

|  | FIQAS/Aalsmeer | v | BouwCoach/Bevo HC | De Bloemhof, Aalsmeer |
|  |                |   |                   | De Bloemhof, Aalsmeer |
|  |                |   |                   | De Bloemhof, Aalsmeer |

## Topscorers
Eindstand per 29 februari 2004
| Pos | Naam             | Gls | Club                |
| --- | ---------------- | --- | ------------------- |
| 1   | Frank Verschuren | 170 | White Demons        |
| 2   | Mark Roest       | 163 | FIQAS/Aalsmeer      |
| 3   | Rutger Sanders   | 148 | Wealer/V&L          |
| 4   | Mickel Wouters   | 146 | Zuidlease/Sittardia |
| 5   | Patrick Kersten  | 138 | KRAS/Volendam       |

## Beste handballers van het jaar
Het NHV en de handbalwebsite Handbalstartpunt organiseerde in dit seizoen de verkiezingen van de beste handballers en handbalsters van 2003/2004. De winnaars konden gekozen worden middels het uitbrengen van stemmen door handbalvolgers.
| Categorie          | Winnaar                                      | Tweede                                  | Derde                                    |
| ------------------ | -------------------------------------------- | --------------------------------------- | ---------------------------------------- |
| Beste keeper       | Jeffrey Groeneveld FIQAS/Aalsmeer 531 punten | Ruud Hanssen Bouwcoach Bevo 318 punten  | Guido Rink E&O 296 punten                |
| Beste hoekspeler   | Eelco Weevers E&O 556 punten                 | Robin Gielen Bouwcoach Bevo 371 punten  | Tim Remer E&O 234 punten                 |
| Beste cirkelspeler | Serge Rink FIQAS/Aalsmeer 413 punten         | Bart Hofmeyer Bouwcoach Bevo 356 punten | Marc Hulsbosch Wealer V&L 280 punten     |
| Beste opbouwer     | Ron Klemann Bouwcoach Bevo 286 punten        | Bartosz Konitz Axias/Tachos 246 punten  | Joey Duin KRAS/Volendam 243 punten       |
| Beste trainer      | René Romeijn FIQAS/Aalsmeer 552 punten       | Pierre Jansen Bouwcoach Bevo 546 punten | Peter Portengen KRAS/Volendam 492 punten |
| Talent             | Bartosz Konitz Axias/Tachos                  |                                         |                                          |